# جيم أوين
جيم أوين (بالإنجليزية: Jim Owen)‏ هو مغن مؤلف أمريكي، ولد في 21 أبريل 1941 في روباردس في الولايات المتحدة.

## روابط خارجية
- جيم أوين على موقع IMDb (الإنجليزية)
- جيم أوين على موقع ميوزك برينز (الإنجليزية)